# Love Explosion
«Love Explosion» — четвертий сольний студійний альбом американської співачки Тіни Тернер, випущений 2 листопада 1979 року лейблом «United Artists».

## Список композицій
| Перша сторона | Перша сторона            | Перша сторона                         | Перша сторона |
| #             | Назва                    | Автор                                 | Тривалість    |
| ------------- | ------------------------ | ------------------------------------- | ------------- |
| 1.            | «Love Explosion»         | Ленні Макалузо Пет Саммерсон          | 5:55          |
| 2.            | «Fool for Your Love»     | Лео Сойєр Майкл Омартян               | 3:24          |
| 3.            | «Sunset on Sunset»       | Біллі Лівсі Девід Кортні Річард Найлз | 3:35          |
| 4.            | «Music Keeps Me Dancin'» | Ленні Макалузо Пет Саммерсон          | 3:49          |

| Друга сторона | Друга сторона                | Друга сторона                         | Друга сторона |
| #             | Назва                        | Автор                                 | Тривалість    |
| ------------- | ---------------------------- | ------------------------------------- | ------------- |
| 5.            | «I See Home»                 | Еллі Вілліс Девід Леслі               | 5:19          |
| 6.            | «Back Stabbers»              | Леон Гафф Джин Макфейден Джон Вайтхед | 3:34          |
| 7.            | «Just a Little Lovin'»       | Баррі Манн Сінтія Вейл                | 3:12          |
| 8.            | «You Got What I'm Gonna Get» | Кріс Беннетт Моллі Енн Лейкін         | 3:08          |
| 9.            | «On the Radio»               | Віктор Карстарфен                     | 3:49          |

## Чарти
| Чарт (2024)                        | Позиція |
| ---------------------------------- | ------- |
| Hungarian Physical Albums (MAHASZ) | 32      |